# Kamchatka (filme)
Kamchatka é um filme argentino de 2002 dirigido por Marcelo Piñeyro.
A história conta as lembranças de uma criança durante a ditadura argentina da década de 1970, na qual sua família é obrigada a esconder-se para não ser presa.

## Prêmios
No ano de 2001, Kamchatka ganhou prêmios nos seguintes festivais internacionais:
- Asociación de Críticos Cinematográficos de Argentina - Argentina
- Festival Internacional de Cine y T.V. de Cartagena de Indias - Colômbia
- Internationaal Filmfestival van Vlaanderen-Ghent - Bélgica
- Festival del Nuevo Cine Latinoamericano - Cuba
- Vancouver International Film Festival - Canadá
- Young Artist Awards - Estados Unidos